# Laura Fernández
Laura Fernández (ur. 26 września 1988 w Madrycie) – hiszpańska łyżwiarka figurowa startująca w konkurencji solistek. Uczestniczka mistrzostw Europy i świata, medalistka zawodów międzynarodowych, wicemistrzyni Hiszpanii seniorów (2004) i dwukrotna mistrzyni Hiszpanii juniorów (2002, 2003). Zakończyła karierę sportową w 2006 roku i została pielęgniarką.
Jej młodszym bratem jest łyżwiarz figurowy Javier Fernández, brązowy medalista olimpijski 2018 z Pjongczangu.

## Osiągnięcia
| Zawody                                | 00–01          | 01–02          | 02–03          | 03–04          | 04–05          | 05–06          |                |                |                |                |                |                |                |                |                |                |                |
| Międzynarodowe                        | Międzynarodowe | Międzynarodowe | Międzynarodowe | Międzynarodowe | Międzynarodowe | Międzynarodowe | Międzynarodowe | Międzynarodowe | Międzynarodowe | Międzynarodowe | Międzynarodowe | Międzynarodowe | Międzynarodowe | Międzynarodowe | Międzynarodowe | Międzynarodowe | Międzynarodowe |
| ------------------------------------- | -------------- | -------------- | -------------- | -------------- | -------------- | -------------- | -------------- | -------------- | -------------- | -------------- | -------------- | -------------- | -------------- | -------------- | -------------- | -------------- | -------------- |
| Mistrzostwa świata                    |                |                |                |                | 33             | 44             |                |                |                |                |                |                |                |                |                |                |                |
| Mistrzostwa Europy                    |                |                |                |                | 28             |                |                |                |                |                |                |                |                |                |                |                |                |
| Golden Spin of Zagreb                 |                |                |                |                | 11             |                |                |                |                |                |                |                |                |                |                |                |                |
| Memoriał Karla Schäfera               |                |                |                |                |                | 18             |                |                |                |                |                |                |                |                |                |                |                |
| Triglav Trophy                        |                |                |                |                |                | 2              |                |                |                |                |                |                |                |                |                |                |                |
| Międzynarodowe: Kategorie młodzieżowe |                |                |                |                |                |                |                |                |                |                |                |                |                |                |                |                |                |
| Mistrzostwa świata juniorów           |                |                | 30             | 21             |                |                |                |                |                |                |                |                |                |                |                |                |                |
| JGP w Bułgarii                        |                |                |                |                |                | 22             |                |                |                |                |                |                |                |                |                |                |                |
| JGP w Chorwacji                       |                |                |                | 12             |                |                |                |                |                |                |                |                |                |                |                |                |                |
| JGP w Meksyku                         |                |                |                | 7              |                |                |                |                |                |                |                |                |                |                |                |                |                |
| JGP na Ukrainie                       |                |                |                |                | 14             |                |                |                |                |                |                |                |                |                |                |                |                |
| Olimpijski festiwal młodzieży Europy  |                |                | 16             |                |                |                |                |                |                |                |                |                |                |                |                |                |                |
| Krajowe                               |                |                |                |                |                |                |                |                |                |                |                |                |                |                |                |                |                |
| Mistrzostwa Hiszpanii                 | 4 J            | 1 J            | 1 J            | 2              |                |                |                |                |                |                |                |                |                |                |                |                |                |